# Dominique Fishback
Dominique Fishback, née le 22 mars 1991 à New-York, est une actrice américaine, connue pour ses rôles dans les séries télévisées Show Me a Hero et The Deuce.
En 2018, elle est apparue dans le clip Smile de Jay-Z où elle interprète la mère du rappeur, Gloria Carter.

## Biographie
Dominique Fishback nait le 22 mars 1991 à New-York. Elle commence à s'intéresser au théâtre à l'âge de 10 ans.
Elle étudie à l'Université Pace et obtient un  B.A. en théâtre en 2013.

## Carrière
En 2014 Fischback joue la première de la pièce  Subverted  en Off-Off-Broadway, interprétant 22 rôles,,. Subverted est nommé aux  New York Innovative Theatre Awards (en) dans la catégorie des performances solo remarquables,. En 2016, la compagnie de Abingdon Theatre annonce que Fischback est récipiendaire d'un de ses programmes en résidence,.
Après avoir performé sur les scènes Off-Off-Broadway, Fishback joue quelques petits rôles dans des séries télévisées :  dans un épisode de The Knick et dans un épisode de The Americans.
L'actrice obtient un premier rôle majeur dans Show Me a Hero, mini-série américaine de David Simon réalisée par Paul Haggis. Elle est diffusée entre le 16 août 2015 et le 30 août 2015 sur HBO. Elle y joue le rôle de Billie Rowan, une mère célibataire.
Son premier rôle régulier dans une série est celui de Darlene, une jeune travailleuse du sexe vulnérable et attachante, dans The Deuce,,. La série de HBOest diffusée de 2017 à 2019. Elle y joue aux côtés de James Franco et Maggie Gyllenhaal, dans un scénario explorant la montée de l'industrie pornographique à New-York dans les années 1970. Le co-créateur de la série David Simon remarque ses qualités d'interprétation en jouant Darlene. Pour cette performance d'actrice, Fishback est listée par USA Today comme une des cinq nouvelles personnalités à suivre en 2017 à la télévision.
Le premier film dans lequel elle joue est Night Comes On, qui sort en avant première durant le Sundance Film Festival de 2018.
Elle interprète le rôle de  Kenya dans le film  The Hate U Give (2018), adapté du roman éponyme The Hate U Give (roman) (en). En 2018 elle joue le rôle de la mère de Jay-Z, Gloria Carter, dans la vidéo Smile.
Fischbach interprète également une jeune ado dans le film Project Power, dirigé par Ariel Schulman et Henry Joost, avec Jamie Foxx et Joseph Gordon-Levitt. Le film est diffusé le 14 novembre 2020 par Netflix,.
En 2021, elle joue Deborah Johnson, la compagne de Fred Hampton dans Judas and the Black Messiah aux côtés de Daniel Kaluuya.
Elle figure au casting de Transformers : Rise of the Beasts qui sort en juin 2023.

## Filmographie

### Cinéma
- 2018 : Night Comes On : Angel Lamere
- 2018 : The Hate U Give - La Haine qu'on donne : Kenya
- 2020 : Project Power d'Ariel Schulman et Henry Joost : Robin
- 2021 : Judas and the Black Messiah de Shaka King : Deborah Johnson
- 2023 : Transformers: Rise of the Beasts de Steven Caple Jr. : Elena Wallace

### Télévision
- 2013 : The Knick : femme noire (1 épisode)
- 2014 : The Affair : Keisha (1 épisode)
- 2015 : The Americans : Nicole (1 épisode)
- 2015 : Blue Bloods : Charelle Tyler (1 épisode)
- 2015 : Royal Pains : Elan (2 épisodes)
- 2015 : Show Me a Hero : Billie Rowan (rôle récurrent)
- 2017 : The Deuce : Darlene (rôle principal)
- 2022 : Les Derniers Jours de Ptolemy Grey : Robyn
- 2023 : Swarm : Andrea / Dre (rôle principal)